# Segunda División B de España 2007-08
La temporada 2007-08 de la Segunda División B de España de fútbol corresponde a la 31.ª edición del campeonato y se disputó entre el 26 de agosto de 2007 y el 18 de mayo de 2008 en su fase regular. Posteriormente se disputó la promoción de ascenso entre el 24 de mayo y el 15 de junio.

## Sistema de competición
Participan ochenta clubes de toda la geografía española, encuadrados en cuatro grupos de veinte equipos según proximidad geográfica. Se enfrentan en cada grupo todos contra todos en dos ocasiones -una en campo propio y otra en campo contrario- durante un total de 38 jornadas. El orden de los encuentros se decide por sorteo antes de empezar la competición. La Real Federación Española de Fútbol es la responsable de designar a los árbitros de cada encuentro.
El ganador de un partido obtiene tres puntos, el perdedor no suma puntos, y en caso de un empate hay un punto para cada equipo. Al término del campeonato, el equipo que acumula más puntos en cada grupo se proclama campeón de Segunda División B y juega la promoción de ascenso; junto con los segundos, terceros y cuartos clasificados de cada grupo para ascender a Segunda División. Esta promoción tiene formato de eliminación directa a doble partido, con cuatro grupos en los que se emparejan equipos de distintos grupos y que hayan quedado en posiciones distintas, emparejándose primeros contra cuartos y segundos contra terceros. Los vencedores disputan la eliminatoria final.
Los cuatro últimos equipos clasificados de cada grupo descienden a Tercera División. Los decimosextos clasificados juegan la promoción por la permanencia que se disputa por eliminación directa a doble partido y los emparejamientos se determinan por sorteo. Los dos equipos derrotados pierden la categoría.

## Equipos de la temporada 2007-08
| Datos de ascensos y descensos |
| --- |
| Lorca Deportiva CF, SD Ponferradina, Real Madrid Castilla y UD Vecindario descienden de Segunda División A. Córdoba CF, SD Eibar, Racing de Ferrol y Sevilla Atlético ascienden a Segunda División A. CD Alfaro, Amurrio Club, UD Barbastro, FC Barcelona "B", AD Cerro Reyes, CD Cobeña, CD Eldense, CF Extremadura, Gimnástica de Torrelavega, Málaga CF "B", CD Orientación Marítima, Real Oviedo, Racing de Santander "B", UE Sant Andreu, AD Universidad de Oviedo, Valencia CF Mestalla, CF Villanovense y CD Villanueva descienden a Tercera División. Algeciras CF, Real Betis "B", UB Conquense, CD Denia, RC Deportivo de La Coruña "B", UD Fuerteventura, CF Gavà, Girona FC, CD Guadalajara, UD Ibiza, Lucena CF, Mazarrón CF, Ontinyent CF, Peña Sport FC, CE Sabadell FC, CD San Isidro, Villarreal CF "B" y UD Villa de Santa Brígida ascienden a Segunda División B. |

### Grupo I
En este grupo se encuentran los equipos de: Galicia (5), Asturias (1), Comunidad de Madrid (7) y Canarias (7).
| - RC Celta de Vigo "B" - RC Deportivo de La Coruña "B" - CD Lugo - CD Ourense - Pontevedra CF - Club Marino de Luanco - AD Alcorcón - Atlético de Madrid "B" - CF Fuenlabrada - CD Leganés |  | - Rayo Vallecano - Real Madrid Castilla - UD San Sebastián de los Reyes - UD Fuerteventura - UD Lanzarote - CD San Isidro - UD Pájara Playas de Jandía - Universidad LPGC CF - UD Vecindario - UD Villa de Santa Brígida |

### Grupo II
En este grupo se encuentran los equipos de: País Vasco (6), Castilla y León (7), Navarra (2), La Rioja (2), Aragón (1) y parte de Castilla-La Mancha (2).
| - Barakaldo CF - Athletic Club "B" - SD Lemona - Real Sociedad de Fútbol "B" - Real Unión Club - Sestao River Club - Burgos CF - Cultural Leonesa - CD Guijuelo - CF Palencia |  | - SD Ponferradina - Real Valladolid CF "B" - Zamora CF - Atlético Osasuna "B" - Peña Sport FC - CD Logroñés - Logroñés CF - SD Huesca - UB Conquense - CD Guadalajara |

### Grupo III
En este grupo se encuentran los equipos de: Cataluña (10), Comunidad Valenciana (9) e Islas Baleares (1).
| - CF Badalona - RCD Espanyol "B" - CF Gavà - Girona FC - UDA Gramenet - CE L'Hospitalet - UE Lleida - UE MiApuesta Castelldefels - CE Sabadell FC - Terrassa FC |  | - CD Alcoyano - Alicante CF - Benidorm CD - CD Denia - Levante UD "B" - Ontinyent CF - Orihuela CF - Villajoyosa CF - Villarreal CF "B" - UD Ibiza-Eivissa |

### Grupo IV
En este grupo se encuentran los equipos de: Andalucía (11), Región de Murcia (4), Extremadura (1), parte de Castilla-La Mancha (2) y las ciudades autónomas de Ceuta (1) y Melilla (1).
| - CD Alcalá - Algeciras CF - CD Baza - Real Betis "B" - Écija Balompié - Granada CF - Real Jaén CF - CD Linares - Lucena CF - UD Marbella |  | - Racing Portuense - Águilas CF - FC Cartagena - Lorca Deportiva CF - Mazarrón CF - Mérida UD - UD Puertollano - Talavera CF - AD Ceuta - UD Melilla |

## Clasificaciones y resultados

### Grupo I

#### Clasificación
| Pos. | Equipo                               | Pts. | PJ | G  | E  | P  | GF | GC | Dif. | Clasificación                     |
| ---- | ------------------------------------ | ---- | -- | -- | -- | -- | -- | -- | ---- | --------------------------------- |
| 1    | Rayo Vallecano (A)                   | 70   | 38 | 20 | 10 | 8  | 66 | 31 | +35  | Acceso a Promoción de ascenso     |
| 2    | Pontevedra C. F.                     | 67   | 38 | 18 | 13 | 7  | 52 | 29 | +23  | Acceso a Promoción de ascenso     |
| 3    | U. D. Fuerteventura                  | 63   | 38 | 18 | 9  | 11 | 50 | 45 | +5   | Acceso a Promoción de ascenso     |
| 4    | R. C. Deportivo La Coruña "B"        | 62   | 38 | 17 | 11 | 10 | 46 | 33 | +13  | Acceso a Promoción de ascenso     |
| 5    | Real Madrid Castilla C. F.           | 61   | 38 | 17 | 10 | 11 | 60 | 42 | +18  |                                   |
| 6    | Universidad LPGC C. F.               | 61   | 38 | 16 | 13 | 9  | 45 | 32 | +13  |                                   |
| 7    | C. D. Lugo                           | 60   | 38 | 17 | 9  | 12 | 51 | 49 | +2   |                                   |
| 8    | R. C. Celta de Vigo "B"              | 56   | 38 | 16 | 8  | 14 | 56 | 50 | +6   |                                   |
| 9    | U. D. Pájara-Playas de Jandía        | 53   | 38 | 14 | 11 | 13 | 36 | 41 | −5   |                                   |
| 10   | Atlético de Madrid "B"               | 52   | 38 | 12 | 16 | 10 | 49 | 55 | −6   |                                   |
| 11   | U. D. Vecindario                     | 51   | 38 | 15 | 6  | 17 | 52 | 44 | +8   |                                   |
| 12   | C. D. Leganés                        | 51   | 38 | 13 | 12 | 13 | 43 | 44 | −1   |                                   |
| 13   | U. D. Lanzarote                      | 50   | 38 | 13 | 11 | 14 | 43 | 46 | −3   |                                   |
| 14   | A. D. Alcorcón                       | 48   | 38 | 13 | 9  | 16 | 38 | 39 | −1   |                                   |
| 15   | Marino de Luanco                     | 46   | 38 | 12 | 10 | 16 | 31 | 42 | −11  |                                   |
| 16   | U. D. Villa de Santa Brígida         | 46   | 38 | 11 | 13 | 14 | 39 | 45 | −6   | Acceso a Promoción de permanencia |
| 17   | C. D. Ourense (D)                    | 46   | 38 | 11 | 13 | 14 | 36 | 46 | −10  | Descenso a Tercera División       |
| 18   | C. F. Fuenlabrada (D)                | 33   | 38 | 6  | 15 | 17 | 29 | 48 | −19  | Descenso a Tercera División       |
| 19   | U. D. San Sebastián de los Reyes (D) | 31   | 38 | 7  | 10 | 21 | 23 | 50 | −27  | Descenso a Tercera División       |
| 20   | C. D. San Isidro (D)                 | 25   | 38 | 6  | 7  | 25 | 41 | 75 | −34  | Descenso a Tercera División       |

 Fuente: BDFutbol
Criterios de clasificación: Puntos · Enfrentamientos directos · Diferencia de goles · Goles a favor · Play-off

#### Resultados
| Local \ Visitante             | Alc | Atl | Cel | Dep | Fun | Fur | Lan | Leg | Lug | Mar | Our | Paj | Pon | Ray | Rma | Sai | Sas | Uni | Vec | Vil |
| ----------------------------- | --- | --- | --- | --- | --- | --- | --- | --- | --- | --- | --- | --- | --- | --- | --- | --- | --- | --- | --- | --- |
| AD Alcorcón                   | —   | 1–2 | 1–0 | 0–0 | 2–1 | 1–0 | 1–2 | 2–2 | 1–2 | 2–1 | 1–0 | 0–1 | 1–1 | 0–0 | 1–1 | 1–1 | 2–0 | 0–0 | 3–0 | 1–0 |
| Atlético de Madrid "B"        | 2–0 | —   | 3–2 | 0–2 | 1–1 | 2–3 | 0–0 | 0–0 | 3–1 | 2–2 | 2–2 | 1–1 | 1–1 | 3–2 | 1–1 | 3–1 | 0–0 | 1–0 | 1–0 | 3–1 |
| RC Celta de Vigo "B"          | 1–0 | 5–1 | —   | 3–1 | 2–0 | 1–1 | 1–1 | 2–4 | 2–1 | 3–0 | 1–0 | 1–0 | 0–2 | 3–2 | 3–1 | 2–0 | 3–0 | 1–1 | 1–1 | 3–1 |
| RC Deportivo de la Coruña "B" | 0–1 | 1–1 | 2–1 | —   | 1–1 | 3–2 | 1–2 | 3–1 | 1–1 | 0–0 | 4–2 | 1–0 | 1–1 | 3–1 | 1–0 | 3–1 | 1–0 | 1–1 | 2–0 | 1–0 |
| CF Fuenlabrada                | 1–1 | 1–1 | 0–1 | 0–0 | —   | 3–0 | 0–2 | 0–1 | 1–1 | 1–1 | 1–1 | 1–0 | 2–4 | 2–0 | 0–2 | 1–0 | 0–0 | 0–0 | 0–0 | 0–2 |
| UD Fuerteventura              | 1–0 | 3–2 | 2–2 | 2–1 | 1–1 | —   | 2–1 | 0–0 | 2–0 | 2–1 | 1–1 | 2–2 | 0–0 | 0–3 | 1–2 | 2–1 | 1–0 | 1–0 | 2–0 | 1–3 |
| UD Lanzarote                  | 1–0 | 3–3 | 2–0 | 0–0 | 1–1 | 0–1 | —   | 1–0 | 1–2 | 2–1 | 0–1 | 1–2 | 1–3 | 1–1 | 3–1 | 3–1 | 1–1 | 2–0 | 1–1 | 1–1 |
| CD Leganés                    | 3–1 | 0–3 | 1–0 | 0–0 | 3–1 | 3–1 | 1–2 | —   | 1–0 | 1–1 | 1–1 | 0–1 | 3–2 | 0–0 | 0–0 | 3–1 | 2–0 | 0–0 | 2–1 | 1–1 |
| CD Lugo                       | 1–0 | 1–1 | 3–2 | 3–1 | 0–1 | 0–1 | 2–0 | 2–0 | —   | 2–0 | 1–0 | 0–0 | 1–0 | 2–1 | 1–4 | 3–3 | 2–0 | 3–1 | 4–1 | 2–2 |
| Club Marino de Luanco         | 3–1 | 0–1 | 1–0 | 1–0 | 1–0 | 0–1 | 2–0 | 1–1 | 1–0 | —   | 2–0 | 2–1 | 0–1 | 0–2 | 0–1 | 1–0 | 0–0 | 0–1 | 1–0 | 2–1 |
| CD Ourense                    | 1–0 | 0–0 | 1–1 | 0–1 | 1–0 | 3–1 | 1–0 | 3–2 | 0–1 | 0–0 | —   | 1–0 | 1–0 | 0–1 | 1–2 | 3–1 | 3–1 | 2–2 | 1–1 | 0–0 |
| UD Pájara Playas de Jandía    | 0–2 | 1–1 | 1–0 | 1–3 | 1–0 | 1–1 | 1–0 | 2–1 | 2–0 | 1–1 | 2–0 | —   | 1–1 | 2–5 | 1–1 | 0–0 | 2–1 | 0–0 | 1–0 | 2–1 |
| Pontevedra CF                 | 0–1 | 1–0 | 2–0 | 0–0 | 1–1 | 1–0 | 1–2 | 2–0 | 1–1 | 0–0 | 1–1 | 3–1 | —   | 1–0 | 2–0 | 3–0 | 3–1 | 1–1 | 0–0 | 3–0 |
| Rayo Vallecano                | 3–2 | 5–0 | 4–1 | 0–1 | 3–1 | 2–1 | 0–0 | 2–0 | 2–2 | 3–0 | 5–0 | 0–1 | 1–0 | —   | 1–0 | 3–1 | 4–0 | 1–0 | 3–1 | 2–0 |
| Real Madrid Castilla          | 3–1 | 2–1 | 2–2 | 2–1 | 4–2 | 1–1 | 2–1 | 3–1 | 1–2 | 2–2 | 4–0 | 2–0 | 2–2 | 0–1 | —   | 1–0 | 0–0 | 4–0 | 1–2 | 1–0 |
| CD San Isidro                 | 3–2 | 0–1 | 3–1 | 1–4 | 0–1 | 2–4 | 1–2 | 0–1 | 2–1 | 0–1 | 2–0 | 2–2 | 1–2 | 2–2 | 0–3 | —   | 0–1 | 3–1 | 0–3 | 1–2 |
| UD San Sebastián de los Reyes | 1–2 | 2–1 | 1–1 | 0–1 | 1–1 | 0–3 | 1–1 | 1–2 | 0–2 | 1–0 | 0–2 | 2–0 | 1–2 | 0–0 | 1–0 | 4–1 | —   | 0–1 | 1–0 | 1–2 |
| Universidad LPGC CF           | 0–0 | 4–0 | 0–2 | 1–0 | 4–1 | 0–1 | 2–0 | 3–2 | 3–0 | 3–0 | 1–1 | 2–1 | 2–0 | 0–0 | 1–0 | 2–2 | 2–0 | —   | 1–0 | 3–1 |
| UD Vecindario                 | 1–0 | 4–0 | 3–0 | 2–0 | 2–0 | 0–2 | 4–1 | 1–0 | 6–0 | 5–1 | 2–1 | 2–0 | 1–3 | 1–1 | 3–2 | 2–3 | 2–0 | 0–1 | —   | 0–3 |
| UD Villa de Santa Brígida     | 0–3 | 1–1 | 1–2 | 1–0 | 2–1 | 2–0 | 3–1 | 0–0 | 1–1 | 2–1 | 1–1 | 0–1 | 0–1 | 0–0 | 2–2 | 1–1 | 0–0 | 1–1 | 1–0 | —   |

#### Máximos goleadores
| #  | Jugador       | Equipo                 | Goles |
| -- | ------------- | ---------------------- | ----- |
| 1º | José Callejón | Real Madrid Castilla   | 21    |
|    | Goran Marić   | RC Celta de Vigo "B"   | 21    |
| 3º | Borja Rubiato | Atlético de Madrid "B" | 17    |
|    | Igor de Souza | Pontevedra CF          | 17    |
| 5º | Pachón        | Rayo Vallecano         | 16    |

#### Porteros menos goleados
| #  | Jugador      | Equipo                        | Goles | Partidos | Promedio |
| -- | ------------ | ----------------------------- | ----- | -------- | -------- |
| 1º | Tete         | Rayo Vallecano                | 14    | 22       | 0,63     |
| 2º | Fabricio     | RC Deportivo de La Coruña "B" | 17    | 23       | 0,73     |
| 3º | Bonis        | Pontevedra CF                 | 27    | 36       | 0,75     |
| 4º | Juanma       | Universidad LPGC CF           | 14    | 17       | 0,82     |
| 5º | Santi Lampón | Universidad LPGC CF           | 18    | 21       | 0,85     |

### Grupo II

#### Clasificación
| Pos. | Equipo                    | Pts. | PJ | G  | E  | P  | GF | GC | Dif. | Clasificación                     |
| ---- | ------------------------- | ---- | -- | -- | -- | -- | -- | -- | ---- | --------------------------------- |
| 1    | S. D. Ponferradina        | 67   | 38 | 18 | 13 | 7  | 52 | 28 | +24  | Acceso a Promoción de ascenso     |
| 2    | S. D. Huesca (A)          | 67   | 38 | 18 | 13 | 7  | 45 | 27 | +18  | Acceso a Promoción de ascenso     |
| 3    | Zamora C. F.              | 63   | 38 | 17 | 12 | 9  | 43 | 38 | +5   | Acceso a Promoción de ascenso     |
| 4    | Barakaldo C. F.           | 63   | 38 | 18 | 9  | 11 | 45 | 34 | +11  | Acceso a Promoción de ascenso     |
| 5    | Real Unión Club           | 62   | 38 | 17 | 11 | 10 | 48 | 34 | +14  |                                   |
| 6    | U. B. Conquense           | 61   | 38 | 17 | 10 | 11 | 54 | 44 | +10  |                                   |
| 7    | S. D. Lemona              | 60   | 38 | 17 | 9  | 12 | 42 | 34 | +8   |                                   |
| 8    | C. D. Guadalajara         | 58   | 38 | 17 | 7  | 14 | 45 | 49 | −4   |                                   |
| 9    | C. D. Guijuelo            | 57   | 38 | 16 | 9  | 13 | 42 | 41 | +1   |                                   |
| 10   | Sestao River              | 55   | 38 | 15 | 10 | 13 | 34 | 26 | +8   |                                   |
| 11   | Cultural Leonesa          | 52   | 38 | 14 | 10 | 14 | 44 | 44 | 0    |                                   |
| 12   | Real Sociedad "B"         | 50   | 38 | 12 | 14 | 12 | 40 | 38 | +2   |                                   |
| 13   | C. D. Logroñés (D)        | 47   | 38 | 11 | 14 | 13 | 40 | 46 | −6   | Descenso a Tercera División       |
| 14   | Real Valladolid C. F. "B" | 44   | 38 | 11 | 11 | 16 | 37 | 48 | −11  |                                   |
| 15   | Bilbao Athletic           | 42   | 38 | 11 | 9  | 18 | 40 | 50 | −10  |                                   |
| 16   | C. A. Osasuna "B"         | 40   | 38 | 9  | 13 | 16 | 25 | 37 | −12  | Acceso a Promoción de permanencia |
| 17   | Logroñés C. F. (D)        | 40   | 38 | 8  | 16 | 14 | 37 | 40 | −3   | Descenso a Tercera División       |
| 18   | Burgos C. F. (D)          | 40   | 38 | 9  | 13 | 16 | 30 | 39 | −9   | Descenso a Tercera División       |
| 19   | C. F. Palencia (D)        | 39   | 38 | 10 | 9  | 19 | 30 | 46 | −16  | Descenso a Tercera División       |
| 20   | Peña Sport F. C. (D)      | 23   | 38 | 5  | 8  | 25 | 31 | 66 | −35  | Descenso a Tercera División       |

 Fuente: BDFutbol
Criterios de clasificación: Puntos · Enfrentamientos directos · Diferencia de goles · Goles a favor · Play-off
Notas:
1. ↑  El C. D. Logroñés descendió a Tercera división por motivos económicos.

#### Resultados
| Local \ Visitante      | Bar | Bil | Bur | Con | Cul | Gua | Gui | Hue | Lem | CDL | LCF | Osa | Pal | Peñ | Pon | Rso | Run | Ses | Val | Zam |
| ---------------------- | --- | --- | --- | --- | --- | --- | --- | --- | --- | --- | --- | --- | --- | --- | --- | --- | --- | --- | --- | --- |
| Barakaldo CF           | —   | 1–2 | 1–0 | 1–1 | 1–1 | 3–1 | 3–2 | 1–0 | 0–0 | 3–0 | 2–1 | 2–0 | 2–0 | 1–0 | 1–0 | 0–1 | 2–1 | 2–0 | 1–1 | 1–3 |
| Athletic Club "B"      | 0–1 | —   | 2–0 | 1–2 | 0–1 | 1–2 | 0–0 | 1–1 | 2–0 | 0–1 | 0–3 | 0–1 | 2–2 | 2–1 | 0–0 | 2–2 | 1–2 | 0–0 | 2–2 | 2–1 |
| Burgos CF              | 1–0 | 2–1 | —   | 0–1 | 0–1 | 1–1 | 0–1 | 0–0 | 1–1 | 0–0 | 2–2 | 1–4 | 0–0 | 0–1 | 0–2 | 0–0 | 0–0 | 0–2 | 1–2 | 2–1 |
| UB Conquense           | 0–0 | 0–0 | 1–2 | —   | 1–1 | 3–1 | 1–2 | 1–0 | 2–1 | 3–3 | 2–1 | 5–0 | 2–0 | 3–1 | 1–1 | 0–0 | 3–2 | 0–1 | 1–0 | 0–1 |
| Cultural Leonesa       | 1–1 | 2–1 | 0–2 | 0–1 | —   | 2–0 | 3–2 | 1–3 | 0–1 | 3–2 | 0–0 | 0–0 | 3–1 | 3–0 | 0–1 | 3–0 | 1–2 | 1–1 | 2–0 | 4–0 |
| CD Guadalajara         | 3–2 | 2–3 | 2–1 | 1–1 | 2–1 | —   | 1–0 | 0–1 | 3–2 | 1–3 | 0–0 | 0–4 | 2–0 | 3–1 | 0–0 | 2–2 | 2–0 | 1–0 | 1–0 | 0–1 |
| CD Guijuelo            | 2–0 | 0–3 | 0–1 | 1–1 | 1–0 | 0–0 | —   | 1–1 | 1–0 | 2–0 | 1–0 | 2–0 | 2–0 | 2–1 | 2–0 | 2–2 | 0–1 | 0–1 | 0–0 | 0–0 |
| SD Huesca              | 2–1 | 4–2 | 1–0 | 4–2 | 3–1 | 0–1 | 3–1 | —   | 0–3 | 0–0 | 1–0 | 1–0 | 2–1 | 2–0 | 0–0 | 5–1 | 2–1 | 2–1 | 0–0 | 1–1 |
| SD Lemona              | 1–2 | 0–2 | 2–2 | 3–0 | 1–1 | 1–0 | 2–1 | 1–0 | —   | 2–0 | 2–1 | 1–0 | 0–2 | 1–1 | 1–0 | 1–0 | 2–0 | 1–0 | 2–1 | 2–1 |
| CD Logroñés            | 0–1 | 1–2 | 0–0 | 1–0 | 3–3 | 0–1 | 2–1 | 0–2 | 1–2 | —   | 1–1 | 0–0 | 2–1 | 1–0 | 1–1 | 1–0 | 3–1 | 1–0 | 1–1 | 0–0 |
| Logroñés CF            | 0–2 | 0–1 | 0–0 | 1–2 | 0–1 | 3–1 | 0–1 | 0–0 | 1–2 | 0–0 | —   | 0–0 | 1–1 | 2–0 | 1–0 | 0–2 | 1–1 | 0–0 | 3–1 | 3–0 |
| Atlético Osasuna "B"   | 0–0 | 1–2 | 1–0 | 0–1 | 1–0 | 0–1 | 2–0 | 1–3 | 1–1 | 1–3 | 0–0 | —   | 1–2 | 0–0 | 1–1 | 1–0 | 0–0 | 0–3 | 1–1 | 0–1 |
| CF Palencia            | 1–0 | 1–0 | 1–1 | 2–2 | 0–0 | 1–2 | 0–1 | 0–0 | 2–1 | 1–3 | 0–0 | 0–1 | —   | 2–2 | 0–1 | 3–2 | 1–0 | 1–0 | 1–0 | 0–1 |
| Peña Sport FC          | 0–2 | 3–2 | 2–4 | 2–3 | 1–2 | 0–2 | 1–1 | 0–1 | 1–0 | 3–3 | 2–2 | 1–2 | 1–0 | —   | 0–2 | 1–0 | 0–2 | 0–2 | 1–2 | 1–1 |
| SD Ponferradina        | 2–3 | 5–0 | 0–1 | 3–2 | 4–1 | 1–2 | 4–0 | 0–0 | 0–0 | 2–1 | 3–0 | 2–1 | 2–1 | 2–1 | —   | 0–0 | 2–1 | 2–1 | 2–0 | 0–0 |
| Real Sociedad "B"      | 0–0 | 1–1 | 1–1 | 1–2 | 3–2 | 2–0 | 5–0 | 0–0 | 1–0 | 3–0 | 2–2 | 0–0 | 1–0 | 1–0 | 0–1 | —   | 0–2 | 0–1 | 2–1 | 0–0 |
| Real Unión Club        | 2–0 | 1–0 | 3–1 | 2–1 | 2–1 | 3–0 | 1–1 | 0–0 | 1–1 | 1–1 | 3–1 | 1–0 | 3–0 | 1–1 | 0–0 | 2–3 | —   | 0–0 | 1–0 | 2–0 |
| Sestao River Club      | 0–0 | 1–0 | 1–0 | 1–0 | 0–1 | 2–2 | 0–3 | 0–0 | 1–0 | 2–0 | 1–2 | 0–0 | 1–0 | 3–0 | 1–2 | 0–1 | 1–2 | —   | 1–0 | 3–0 |
| Real Valladolid CF "B" | 2–0 | 2–0 | 0–3 | 1–3 | 1–1 | 2–1 | 0–3 | 3–0 | 1–0 | 1–0 | 2–4 | 0–0 | 0–2 | 1–0 | 3–3 | 0–0 | 2–1 | 1–1 | —   | 1–2 |
| Zamora CF              | 3–2 | 1–0 | 1–0 | 2–0 | 2–1 | 2–1 | 2–3 | 1–0 | 1–1 | 1–1 | 1–1 | 2–0 | 2–0 | 3–1 | 1–1 | 2–1 | 0–0 | 1–1 | 1–2 | —   |

#### Máximos goleadores
| #  | Jugador          | Equipo          | Goles |
| -- | ---------------- | --------------- | ----- |
| 1º | Roberto García   | SD Huesca       | 20    |
| 2º | Óscar de Paula   | SD Ponferradina | 16    |
| 3º | Germán Beltrán   | Barakaldo CF    | 14    |
| 4º | Sergio Francisco | Real Unión Club | 12    |
|    | Matar Diop       | UB Conquense    | 12    |

#### Porteros menos goleados
| #  | Jugador          | Equipo               | Goles | Partidos | Promedio |
| -- | ---------------- | -------------------- | ----- | -------- | -------- |
| 1º | Roberto Pampín   | Sestao River Club    | 19    | 35       | 0,54     |
| 2º | Eduardo Navarro  | SD Huesca            | 22    | 32       | 0,68     |
| 3º | Jesús Cabrero    | SD Ponferradina      | 23    | 31       | 0,74     |
| 4º | Andrés Fernández | Atlético Osasuna "B" | 25    | 32       | 0,78     |
| 5º | Iker Fernández   | CD Guijuelo          | 23    | 27       | 0,85     |

### Grupo III

#### Clasificación
| Pos. | Equipo                            | Pts. | PJ | G  | E  | P  | GF | GC | Dif. | Clasificación                     |
| ---- | --------------------------------- | ---- | -- | -- | -- | -- | -- | -- | ---- | --------------------------------- |
| 1    | Girona F. C. (A)                  | 72   | 38 | 20 | 12 | 6  | 61 | 28 | +33  | Acceso a Promoción de ascenso     |
| 2    | Alicante C. F. (A)                | 64   | 38 | 16 | 16 | 6  | 52 | 21 | +31  | Acceso a Promoción de ascenso     |
| 3    | C. F. Gavà                        | 63   | 38 | 16 | 15 | 7  | 46 | 33 | +13  | Acceso a Promoción de ascenso     |
| 4    | Benidorm C. D.                    | 59   | 38 | 16 | 11 | 11 | 43 | 39 | +4   | Acceso a Promoción de ascenso     |
| 5    | Orihuela C. F.                    | 56   | 38 | 13 | 17 | 8  | 51 | 32 | +19  |                                   |
| 6    | Ontinyent C. F.                   | 56   | 38 | 16 | 8  | 14 | 46 | 46 | 0    |                                   |
| 7    | U. D. Ibiza-Eivissa               | 53   | 38 | 12 | 17 | 9  | 43 | 42 | +1   |                                   |
| 8    | U. D. A. Gramenet                 | 52   | 38 | 13 | 13 | 12 | 43 | 46 | −3   |                                   |
| 9    | C. D. Alcoyano                    | 51   | 38 | 11 | 18 | 9  | 38 | 31 | +7   |                                   |
| 10   | C. F. Badalona                    | 50   | 38 | 11 | 17 | 10 | 38 | 40 | −2   |                                   |
| 11   | Villarreal C. F. "B"              | 49   | 38 | 13 | 10 | 15 | 37 | 39 | −2   |                                   |
| 12   | C. D. Dénia                       | 48   | 38 | 11 | 15 | 12 | 33 | 36 | −3   |                                   |
| 13   | U. E. Lleida                      | 48   | 38 | 11 | 15 | 12 | 38 | 44 | −6   |                                   |
| 14   | C. E. Sabadell F. C.              | 48   | 38 | 10 | 18 | 10 | 38 | 47 | −9   |                                   |
| 15   | Terrassa F. C.                    | 46   | 38 | 11 | 13 | 14 | 44 | 46 | −2   |                                   |
| 16   | Villajoyosa C. F. (D)             | 45   | 38 | 11 | 12 | 15 | 31 | 37 | −6   | Acceso a Promoción de permanencia |
| 17   | U. E. Miapuesta Castelldefels (D) | 44   | 38 | 11 | 11 | 16 | 42 | 54 | −12  | Descenso a Tercera División       |
| 18   | R. C. D. Espanyol "B" (D)         | 39   | 38 | 8  | 15 | 15 | 45 | 59 | −14  | Descenso a Tercera División       |
| 19   | C. E. L'Hospitalet (D)            | 35   | 38 | 8  | 11 | 19 | 21 | 47 | −26  | Descenso a Tercera División       |
| 20   | Levante U. D. "B" (D)             | 24   | 38 | 4  | 12 | 22 | 33 | 57 | −24  | Descenso a Tercera División       |

 Fuente: BDFutbol
Criterios de clasificación: Puntos · Enfrentamientos directos · Diferencia de goles · Goles a favor · Play-off
Notas:
1. ↑  Antes de empezar la temporada la Unió Esportiva Miapuesta Figueres SAD se trasladó de Figueras a Castelldefels, cambiando su nombre por Unió Esportiva Miapuesta Castelldefels SAD, adoptando los colores y distintivos de la UE Castelldefels.[1]

#### Resultados
| Local \ Visitante          | Alc | Ali | Bad | Ben | Den | Esp | Gav | Gir | Gra | Ibi | Lev | Lho | Lle | Mia | Ont | Ori | Sab | Ter | Vij | Vir |
| -------------------------- | --- | --- | --- | --- | --- | --- | --- | --- | --- | --- | --- | --- | --- | --- | --- | --- | --- | --- | --- | --- |
| CD Alcoyano                | —   | 1–1 | 1–0 | 0–1 | 1–1 | 3–0 | 0–0 | 3–1 | 1–1 | 0–0 | 1–1 | 2–1 | 0–0 | 3–0 | 0–1 | 1–1 | 2–0 | 0–0 | 1–0 | 0–0 |
| Alicante CF                | 1–1 | —   | 1–1 | 3–0 | 2–2 | 3–0 | 2–1 | 0–2 | 1–1 | 0–1 | 0–0 | 5–0 | 2–0 | 2–0 | 2–0 | 0–1 | 5–0 | 4–0 | 2–0 | 0–1 |
| CF Badalona                | 0–0 | 0–0 | —   | 0–0 | 2–1 | 1–4 | 2–4 | 2–2 | 2–1 | 0–0 | 0–0 | 1–0 | 1–1 | 2–2 | 2–1 | 1–1 | 2–1 | 1–0 | 0–1 | 0–0 |
| Benidorm CD                | 0–0 | 0–0 | 1–3 | —   | 3–1 | 1–0 | 1–0 | 1–1 | 2–1 | 3–0 | 1–0 | 0–0 | 1–0 | 5–1 | 2–2 | 2–1 | 0–0 | 2–1 | 0–1 | 2–0 |
| CD Denia                   | 2–1 | 0–0 | 0–0 | 3–0 | —   | 2–0 | 0–0 | 1–3 | 0–0 | 0–1 | 1–0 | 1–1 | 1–0 | 0–2 | 0–1 | 1–1 | 3–0 | 1–1 | 0–1 | 1–0 |
| RCD Espanyol "B"           | 0–1 | 1–1 | 2–0 | 1–1 | 2–2 | —   | 1–1 | 0–2 | 1–1 | 1–1 | 2–2 | 3–1 | 3–1 | 3–2 | 2–0 | 2–2 | 1–1 | 1–1 | 0–0 | 1–1 |
| CF Gavà                    | 0–0 | 1–1 | 1–1 | 1–0 | 1–1 | 2–1 | —   | 0–0 | 0–2 | 2–0 | 2–0 | 1–0 | 2–2 | 3–1 | 1–0 | 1–0 | 3–0 | 2–0 | 2–0 | 1–0 |
| Girona FC                  | 2–0 | 0–1 | 2–0 | 4–1 | 4–0 | 4–2 | 0–0 | —   | 2–0 | 1–1 | 3–0 | 1–0 | 3–0 | 1–1 | 3–1 | 0–3 | 0–2 | 3–1 | 2–1 | 0–1 |
| UDA Gramenet               | 2–1 | 0–0 | 3–2 | 2–0 | 2–0 | 3–2 | 2–1 | 1–1 | —   | 0–2 | 1–0 | 2–2 | 1–2 | 2–1 | 1–3 | 2–2 | 0–2 | 0–0 | 1–0 | 1–3 |
| UD Ibiza-Eivissa           | 2–2 | 0–1 | 1–0 | 1–1 | 1–0 | 1–1 | 4–0 | 1–0 | 2–2 | —   | 2–1 | 3–0 | 0–0 | 3–0 | 1–2 | 0–0 | 1–1 | 1–1 | 4–0 | 0–2 |
| Levante UD "B"             | 1–2 | 0–2 | 2–3 | 1–2 | 1–2 | 3–0 | 2–3 | 1–2 | 0–0 | 3–1 | —   | 1–1 | 1–1 | 1–1 | 0–1 | 1–4 | 1–2 | 1–3 | 0–0 | 1–3 |
| CE L'Hospitalet            | 3–1 | 0–0 | 0–2 | 1–1 | 0–0 | 1–0 | 1–2 | 0–2 | 0–1 | 0–0 | 1–0 | —   | 1–2 | 0–2 | 1–0 | 0–1 | 0–0 | 0–4 | 0–2 | 1–0 |
| UE Lleida                  | 3–2 | 1–0 | 1–0 | 1–1 | 1–0 | 1–2 | 1–1 | 0–1 | 2–1 | 3–3 | 0–2 | 1–1 | —   | 1–0 | 2–2 | 0–1 | 1–1 | 0–0 | 2–1 | 0–1 |
| UE MiApuesta Castelldefels | 0–3 | 0–1 | 1–1 | 0–1 | 1–2 | 1–0 | 2–2 | 1–1 | 2–0 | 1–1 | 3–0 | 0–2 | 1–1 | —   | 3–2 | 0–0 | 2–0 | 2–1 | 3–2 | 3–2 |
| Ontinyent CF               | 1–1 | 1–0 | 2–1 | 2–1 | 1–1 | 1–2 | 1–0 | 0–0 | 1–2 | 1–2 | 2–2 | 1–0 | 0–0 | 2–0 | —   | 2–0 | 1–3 | 0–0 | 2–1 | 2–1 |
| Orihuela CF                | 1–0 | 1–1 | 0–1 | 3–1 | 0–1 | 2–2 | 1–1 | 0–0 | 1–1 | 6–0 | 3–2 | 0–1 | 0–2 | 2–0 | 4–0 | —   | 1–1 | 2–1 | 3–0 | 2–2 |
| CE Sabadell FC             | 0–0 | 1–1 | 0–1 | 2–0 | 1–0 | 2–1 | 1–1 | 0–5 | 2–2 | 1–1 | 0–0 | 3–0 | 1–1 | 0–0 | 3–2 | 1–1 | —   | 1–1 | 0–1 | 1–1 |
| Terrassa FC                | 1–2 | 1–1 | 1–1 | 0–2 | 1–1 | 2–0 | 2–3 | 1–1 | 1–0 | 3–1 | 2–1 | 0–0 | 1–2 | 1–0 | 0–2 | 1–0 | 2–4 | —   | 2–0 | 4–1 |
| Villajoyosa CF             | 1–1 | 2–3 | 1–1 | 2–1 | 0–0 | 4–0 | 1–0 | 1–1 | 0–1 | 0–0 | 0–0 | 2–0 | 3–1 | 1–1 | 0–2 | 0–0 | 0–0 | 2–0 | —   | 0–0 |
| Villarreal CF "B"          | 2–0 | 0–3 | 1–1 | 0–2 | 0–1 | 1–1 | 0–0 | 0–1 | 2–0 | 3–0 | 0–1 | 0–1 | 2–1 | 0–2 | 2–1 | 0–0 | 3–1 | 1–3 | 1–0 | —   |

#### Máximos goleadores
| #  | Jugador       | Equipo           | Goles |
| -- | ------------- | ---------------- | ----- |
| 1º | Kiko Ratón    | Orihuela CF      | 21    |
| 2º | Miki Albert   | Girona FC        | 20    |
| 3º | Meca          | UDA Gramenet     | 15    |
|    | David Prats   | CF Badalona      | 15    |
| 5º | Matías Alonso | UD Ibiza-Eivissa | 14    |

#### Porteros menos goleados
| #  | Jugador    | Equipo         | Goles | Partidos | Promedio |
| -- | ---------- | -------------- | ----- | -------- | -------- |
| 1º | Unanua     | Alicante CF    | 19    | 35       | 0,54     |
| 2º | Rafa Ponzo | Girona FC      | 26    | 36       | 0,72     |
| 3º | Maestro    | CD Alcoyano    | 29    | 37       | 0,78     |
| 4º | Óscar      | Villajoyosa CF | 26    | 31       | 0,83     |
| 5º | Gonzalo    | CF Gavà        | 31    | 36       | 0,86     |

### Grupo IV

#### Clasificación
| Pos. | Equipo                | Pts. | PJ | G  | E  | P  | GF | GC | Dif. | Clasificación                     |
| ---- | --------------------- | ---- | -- | -- | -- | -- | -- | -- | ---- | --------------------------------- |
| 1    | Écija Balompié        | 72   | 38 | 21 | 9  | 8  | 54 | 29 | +25  | Acceso a Promoción de ascenso     |
| 2    | C. D. Linares         | 67   | 38 | 20 | 7  | 11 | 61 | 43 | +18  | Acceso a Promoción de ascenso     |
| 3    | A. D. Ceuta           | 66   | 38 | 18 | 12 | 8  | 48 | 30 | +18  | Acceso a Promoción de ascenso     |
| 4    | Mérida U. D.          | 64   | 38 | 19 | 7  | 12 | 59 | 47 | +12  | Acceso a Promoción de ascenso     |
| 5    | Granada C. F.         | 63   | 38 | 16 | 15 | 7  | 52 | 36 | +16  |                                   |
| 6    | Águilas C. F.         | 58   | 38 | 16 | 10 | 12 | 50 | 38 | +12  |                                   |
| 7    | U. D. Melilla         | 58   | 38 | 15 | 13 | 10 | 47 | 36 | +11  |                                   |
| 8    | F. C. Cartagena       | 57   | 38 | 15 | 12 | 11 | 42 | 33 | +9   |                                   |
| 9    | Real Jaén C. F.       | 56   | 38 | 16 | 8  | 14 | 30 | 28 | +2   |                                   |
| 10   | Lucena C. F.          | 52   | 38 | 13 | 13 | 12 | 40 | 34 | +6   |                                   |
| 11   | Lorca Deportiva C. F. | 49   | 38 | 13 | 10 | 15 | 38 | 40 | −2   |                                   |
| 12   | Real Betis "B"        | 49   | 38 | 14 | 7  | 17 | 39 | 42 | −3   |                                   |
| 13   | U. D. Puertollano     | 47   | 38 | 12 | 11 | 15 | 36 | 42 | −6   |                                   |
| 14   | Racing Portuense      | 46   | 38 | 11 | 13 | 14 | 34 | 46 | −12  |                                   |
| 15   | U. D. Marbella        | 46   | 38 | 12 | 10 | 16 | 29 | 42 | −13  |                                   |
| 16   | C. D. Baza (D)        | 43   | 38 | 9  | 16 | 13 | 36 | 44 | −8   | Acceso a Promoción de permanencia |
| 17   | Mazarrón C. F. (D)    | 42   | 38 | 11 | 9  | 18 | 37 | 55 | −18  | Descenso a Tercera División       |
| 18   | C. D. Alcalá (D)      | 41   | 38 | 10 | 11 | 17 | 32 | 43 | −11  | Descenso a Tercera División       |
| 19   | Talavera C. F. (D)    | 35   | 38 | 8  | 11 | 19 | 37 | 62 | −25  | Descenso a Tercera División       |
| 20   | Algeciras C. F. (D)   | 22   | 38 | 4  | 10 | 24 | 31 | 62 | −31  | Descenso a Tercera División       |

 Fuente: BDFutbol
Criterios de clasificación: Puntos · Enfrentamientos directos · Diferencia de goles · Goles a favor · Play-off

#### Resultados
| Local \ Visitante  | Agu | Alc | Alg | Baz | Bet | Car | Ceu | Eci | Gra | Jae | Lin | Lor | Luc | Mar | Maz | Mel | Mer | Por | Pue | Tal |
| ------------------ | --- | --- | --- | --- | --- | --- | --- | --- | --- | --- | --- | --- | --- | --- | --- | --- | --- | --- | --- | --- |
| Águilas CF         | —   | 1–0 | 2–1 | 1–1 | 2–0 | 1–3 | 2–0 | 1–3 | 1–1 | 1–2 | 1–0 | 1–0 | 2–0 | 0–0 | 5–3 | 2–0 | 0–1 | 0–1 | 2–2 | 3–1 |
| CD Alcalá          | 2–1 | —   | 2–0 | 0–1 | 1–2 | 0–0 | 0–0 | 1–1 | 0–1 | 1–0 | 1–3 | 2–4 | 1–2 | 2–0 | 1–1 | 1–0 | 0–1 | 0–2 | 1–0 | 1–2 |
| Algeciras CF       | 0–2 | 2–2 | —   | 3–0 | 1–1 | 0–2 | 0–3 | 0–1 | 0–1 | 1–0 | 1–1 | 1–0 | 0–0 | 2–2 | 1–2 | 2–3 | 0–2 | 1–2 | 0–1 | 2–2 |
| CD Baza            | 0–1 | 2–1 | 2–0 | —   | 2–1 | 0–0 | 1–1 | 0–1 | 3–3 | 1–0 | 1–2 | 3–1 | 0–0 | 0–0 | 0–0 | 1–4 | 2–4 | 0–0 | 0–1 | 1–0 |
| Real Betis "B"     | 0–1 | 3–1 | 0–2 | 0–0 | —   | 0–1 | 2–0 | 0–0 | 2–2 | 1–0 | 0–4 | 0–1 | 0–0 | 2–0 | 3–0 | 3–0 | 0–1 | 4–0 | 2–1 | 0–1 |
| FC Cartagena       | 2–1 | 0–0 | 3–0 | 1–1 | 1–2 | —   | 0–0 | 0–2 | 1–1 | 2–0 | 3–1 | 3–1 | 2–1 | 0–1 | 2–0 | 1–2 | 3–3 | 1–0 | 0–0 | 2–3 |
| AD Ceuta           | 2–1 | 1–0 | 1–1 | 1–0 | 0–1 | 0–2 | —   | 2–0 | 2–2 | 1–0 | 2–1 | 0–2 | 1–0 | 0–0 | 3–0 | 1–1 | 4–3 | 4–1 | 3–0 | 1–0 |
| Écija Balompié     | 0–2 | 4–0 | 1–1 | 2–1 | 1–0 | 2–0 | 0–1 | —   | 1–0 | 1–1 | 3–0 | 1–0 | 1–1 | 1–0 | 1–1 | 1–0 | 2–1 | 2–1 | 2–0 | 4–0 |
| Granada CF         | 0–0 | 2–2 | 1–0 | 1–1 | 0–0 | 0–0 | 1–0 | 1–1 | —   | 1–0 | 3–1 | 1–0 | 1–2 | 2–1 | 1–0 | 0–0 | 4–2 | 4–1 | 0–2 | 6–2 |
| Real Jaén CF       | 2–2 | 0–1 | 1–0 | 0–1 | 1–0 | 2–0 | 0–0 | 1–1 | 1–2 | —   | 2–1 | 1–0 | 1–0 | 1–1 | 1–0 | 2–0 | 0–2 | 2–0 | 0–0 | 1–0 |
| CD Linares         | 4–2 | 1–1 | 3–1 | 2–2 | 2–0 | 1–3 | 1–0 | 2–1 | 0–1 | 0–1 | —   | 3–0 | 3–0 | 3–1 | 2–1 | 0–0 | 3–0 | 0–2 | 2–1 | 4–1 |
| Lorca Deportiva CF | 0–0 | 0–0 | 2–1 | 2–2 | 2–1 | 1–0 | 0–3 | 2–1 | 1–2 | 2–0 | 0–1 | —   | 1–2 | 1–0 | 0–0 | 2–3 | 0–0 | 1–0 | 3–1 | 1–1 |
| Lucena CF          | 2–0 | 0–2 | 3–1 | 1–0 | 5–0 | 0–0 | 1–1 | 0–2 | 1–0 | 0–0 | 0–2 | 1–1 | —   | 2–4 | 1–1 | 2–0 | 3–0 | 2–0 | 0–1 | 2–0 |
| UD Marbella        | 0–0 | 1–0 | 3–1 | 2–1 | 2–1 | 0–1 | 0–0 | 1–1 | 0–2 | 1–0 | 1–2 | 0–3 | 0–0 | —   | 3–2 | 0–2 | 1–0 | 1–0 | 1–3 | 0–0 |
| Mazarrón CF        | 0–3 | 0–0 | 4–2 | 0–1 | 2–1 | 2–0 | 1–3 | 2–1 | 1–0 | 0–1 | 0–0 | 2–1 | 1–0 | 2–0 | —   | 0–2 | 0–3 | 1–1 | 1–3 | 3–0 |
| UD Melilla         | 2–1 | 2–1 | 1–1 | 2–0 | 2–1 | 0–0 | 1–1 | 1–2 | 1–0 | 1–2 | 1–1 | 1–1 | 3–2 | 0–1 | 0–0 | —   | 6–0 | 1–1 | 1–0 | 0–0 |
| Mérida UD          | 1–0 | 0–1 | 0–0 | 2–1 | 1–2 | 3–0 | 0–1 | 4–2 | 2–1 | 2–0 | 4–0 | 0–0 | 1–1 | 0–1 | 4–2 | 2–1 | —   | 3–0 | 2–1 | 2–2 |
| Racing Portuense   | 0–0 | 1–0 | 2–1 | 1–1 | 1–1 | 0–0 | 2–0 | 0–2 | 2–2 | 1–1 | 1–2 | 2–1 | 0–2 | 1–0 | 3–0 | 0–0 | 1–1 | —   | 1–1 | 2–0 |
| UD Puertollano     | 1–1 | 0–0 | 1–0 | 2–2 | 0–1 | 0–2 | 1–1 | 1–0 | 2–2 | 0–1 | 1–1 | 0–1 | 0–0 | 2–0 | 0–1 | 1–3 | 2–1 | 3–0 | —   | 1–0 |
| Talavera CF        | 1–4 | 2–3 | 3–1 | 1–1 | 1–2 | 2–1 | 2–4 | 0–2 | 0–0 | 0–2 | 0–2 | 0–0 | 1–1 | 2–0 | 2–1 | 0–0 | 0–1 | 1–1 | 4–0 | —   |

#### Máximos goleadores
| #  | Jugador       | Equipo         | Goles |
| -- | ------------- | -------------- | ----- |
| 1º | Luciano       | Mérida UD      | 22    |
| 2º | Gorka Pintado | Granada CF     | 18    |
| 3º | Belencoso     | CD Baza        | 16    |
| 4º | Fran Amado    | AD Ceuta       | 15    |
|    | Pepe Díaz     | Écija Balompié | 15    |

#### Porteros menos goleados
| #  | Jugador     | Equipo             | Goles | Partidos | Promedio |
| -- | ----------- | ------------------ | ----- | -------- | -------- |
| 1º | Noé Calleja | Real Jaén CF       | 28    | 38       | 0,73     |
| 2º | Zigor       | Écija Balompié     | 26    | 35       | 0,74     |
| 3º | Lledó       | AD Ceuta           | 28    | 36       | 0,77     |
| 4º | Toni García | Lucena CF          | 32    | 36       | 0,88     |
| 5º | Jauregui    | Lorca Deportiva CF | 31    | 33       | 0,93     |

## Promoción de ascenso a Segunda División
- Se clasifican los siguientes equipos a la promoción de ascenso:

| Pos                                              | Grupo I                       | Grupo II        | Grupo III   | Grupo IV       |
| ------------------------------------------------ | ----------------------------- | --------------- | ----------- | -------------- |
| 1º                                               | Rayo Vallecano                | SD Ponferradina | Girona FC   | Écija Balompié |
| 2º                                               | Pontevedra CF                 | SD Huesca       | Alicante CF | CD Linares     |
| 3º                                               | UD Fuerteventura              | Zamora CF       | CF Gavà     | AD Ceuta       |
| 4º                                               | RC Deportivo de La Coruña "B" | Barakaldo CF    | Benidorm CD | Mérida UD      |
| En negrita equipos que suben a Segunda División. |                               |                 |             |                |

## Promoción de permanencia
- Se clasifican los siguientes equipos a la promoción de permanencia:

| UD Villa Santa Brígida                                | Club Atlético Osasuna "B" | Villajoyosa CF | CD Baza |
| En negrita equipos que descienden a Tercera División. |                           |                |         |

## Resumen
Ascienden a Segunda división:
| - Alicante Club de Fútbol | - Girona Fútbol Club | - Sociedad Deportiva Huesca | - Rayo Vallecano de Madrid |

Descienden a Tercera división: 
| Grupo I - Club Deportivo Ourense - Club de Fútbol Fuenlabrada - Unión Deportiva San Sebastián de los Reyes - Club Deportivo Raqui San Isidro | Grupo II - Club Deportivo Logroñés - Logroñés Club de Fútbol - Burgos Club de Fútbol - Club de Fútbol Palencia - Peña Sport Fútbol Club | Grupo III - Villajoyosa Club de Fútbol - UE MiApuesta Castelldefels - Real Club Deportivo Espanyol "B" - Centre d'Esports L'Hospitalet - Levante Unión Deportiva "B" | Grupo IV - Club Deportivo Baza - Mazarrón Club de Fútbol - Club Deportivo Alcalá - Talavera Club de Fútbol - Algeciras Club de Fútbol |

Campeones de Segunda División B (título honorífico y en trofeo que no garantiza el ascenso):
| - Rayo Vallecano de Madrid | - Sociedad Deportiva Ponferradina | - Girona Fútbol Club | - Écija Balompié |

## Copa del Rey
Los cinco primeros clasificados de cada grupo, exceptuando a los filiales, y los cuatro siguientes equipos con mejor puntuación en todos los grupos se clasifican para la siguiente edición de la Copa del Rey. La plaza de los filiales la ocupan los siguientes equipos mejor clasificados.